# Stift Eberndorf

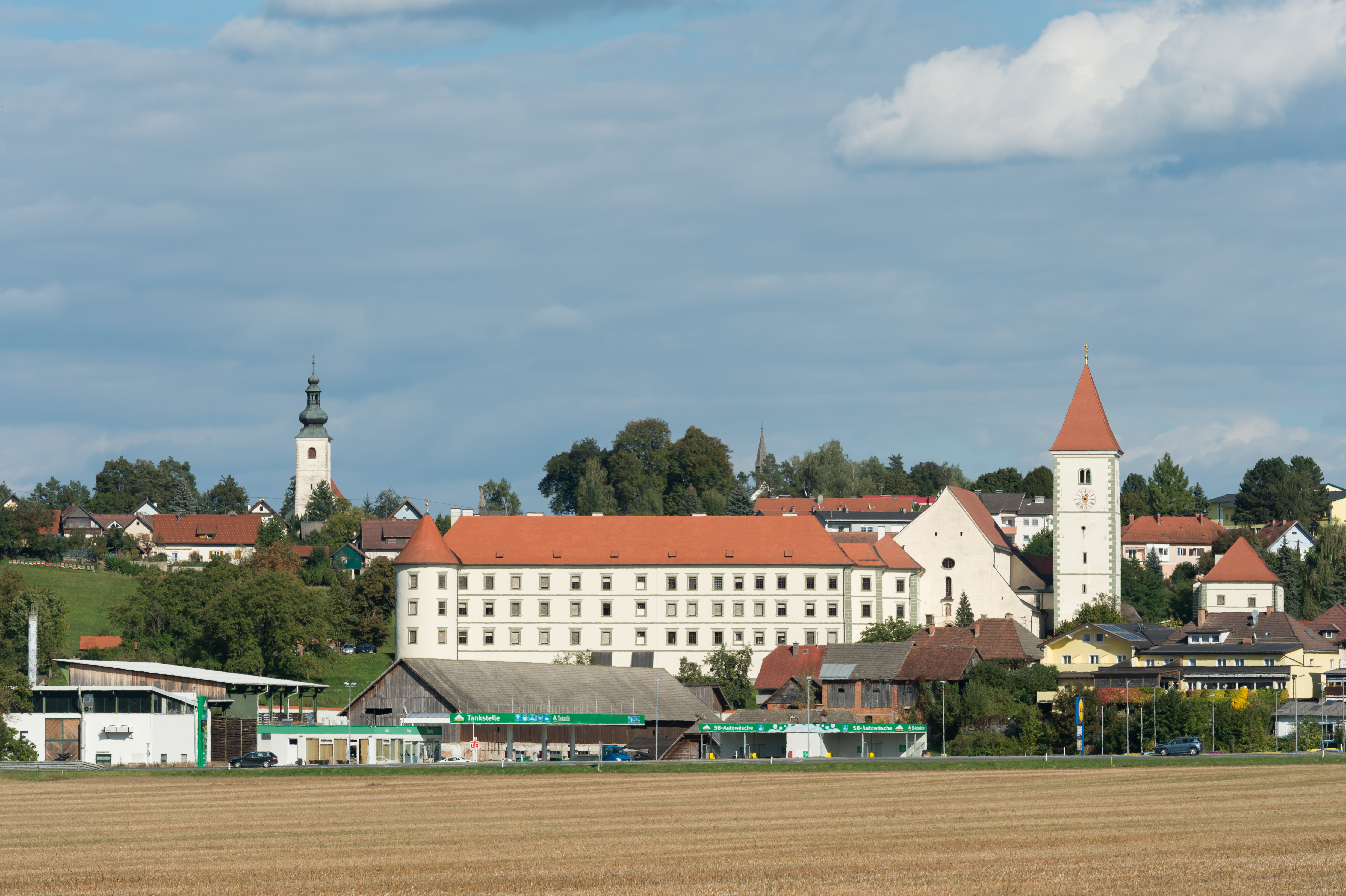
Stift Eberndorf

Das ehemalige Augustiner-Chorherren-Stift Eberndorf liegt in der Marktgemeinde Eberndorf in Kärnten. Nach mehreren Besitzübergängen ist es heute ein Dotationsgut des Benediktiner-Stiftes St. Paul und beherbergt das Gemeindeamt und den Kindergarten der Gemeinde Eberndorf.

## Geschichte

### Anfänge und Mittelalter

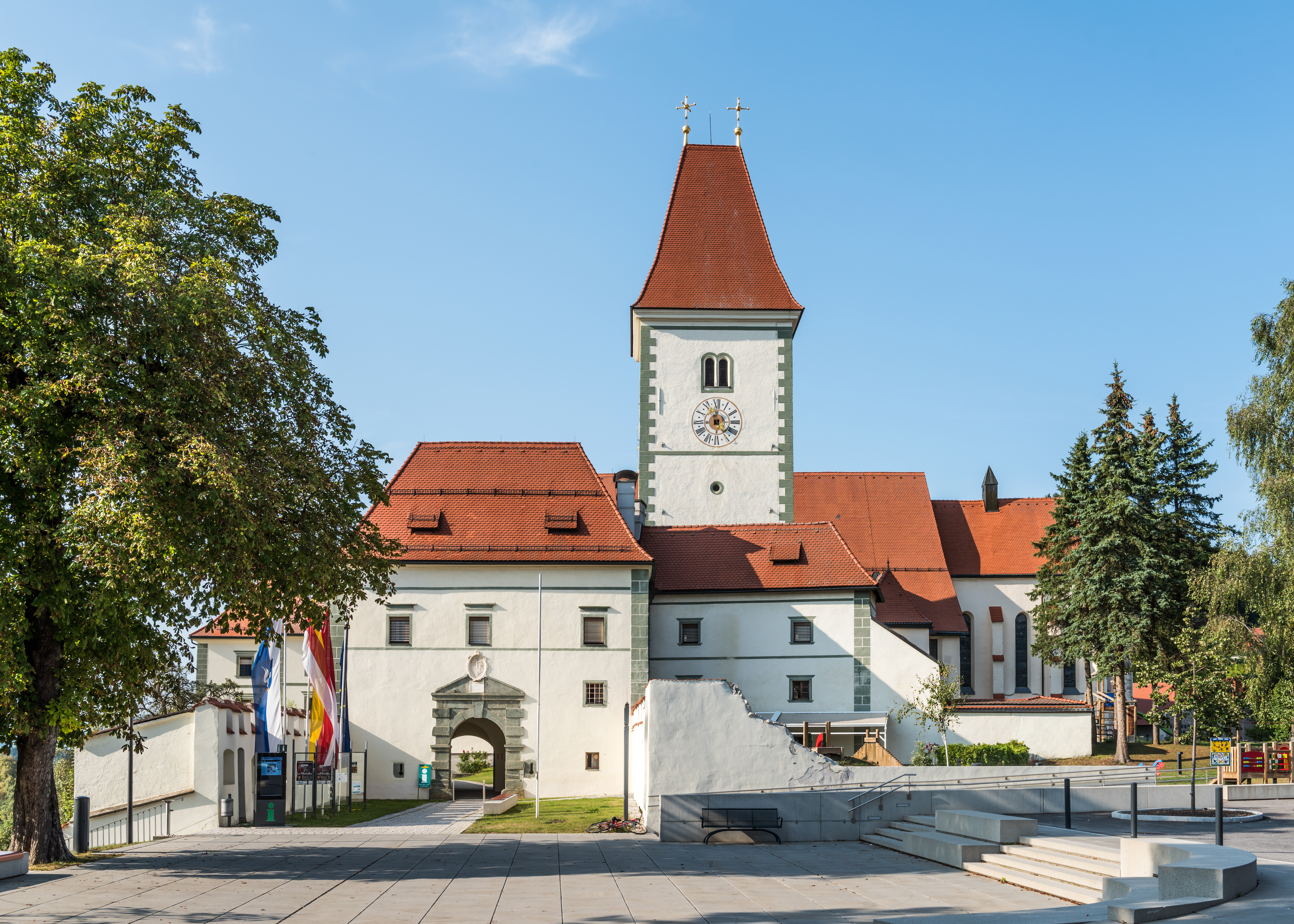
Südtor zum Hof der Stiftskirche Eberndorf

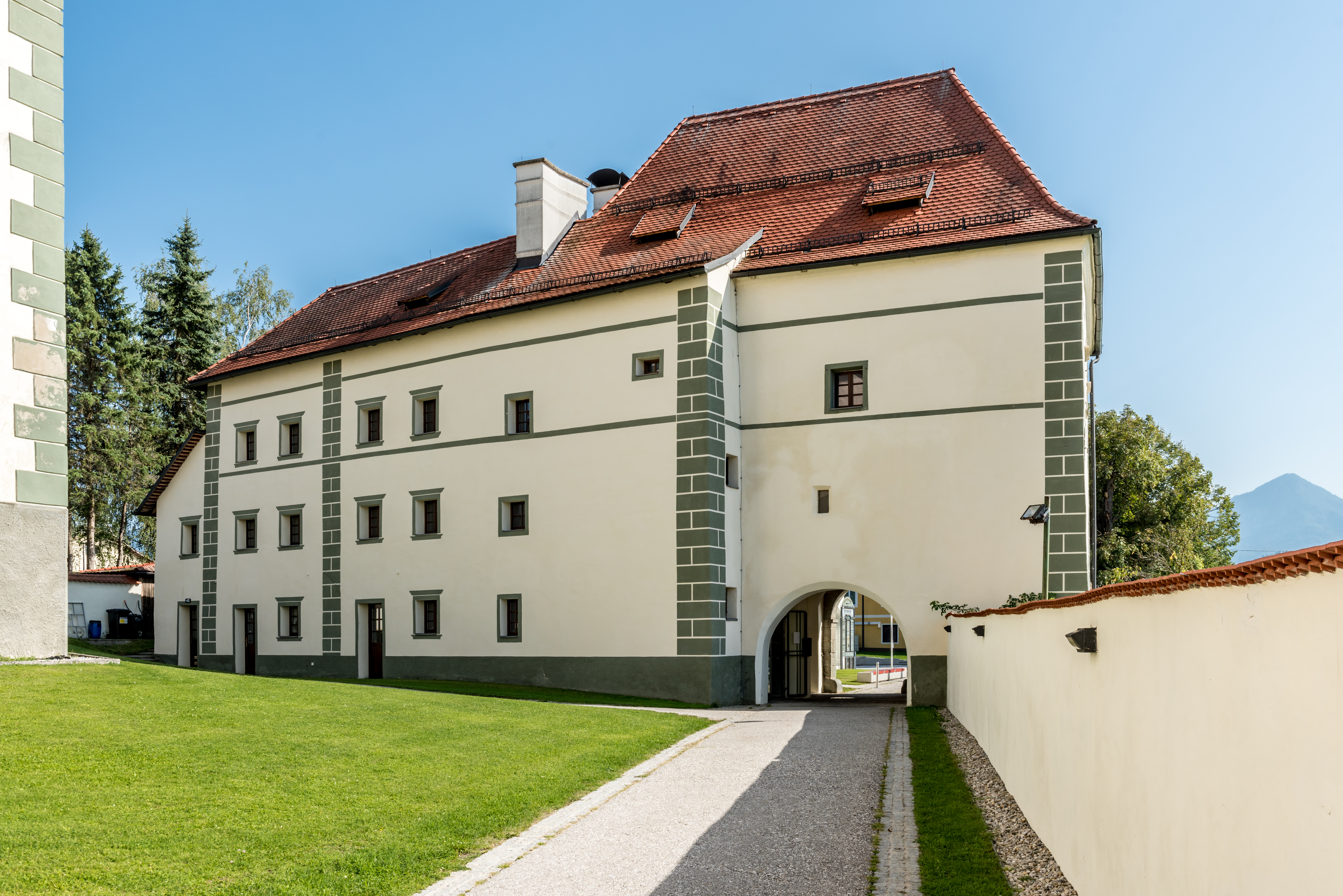
Äußerer Torbau

Da der Friulaner Graf Chazilo/Cazelin und seine Gattin kinderlos blieben, stifteten sie um 1100 eine kleine Marien-Kirche und ihre Besitzungen für ein zu gründendes Kloster in Eberndorf mit der Vorgabe, dort begraben zu werden. Patriarch Ulrich I. von Aquileia ließ dessen vorläufiges Grab in Gösseling heben und die Leiche 1106 nach Eberndorf überführen und eine größere Kirche bauen. Die Weihe der Kirche erfolgte durch Bischof Riwin von Concordia. Darüber hinaus stattete Patriarch Ulrich I. die Kirche und das Kapitel mit Gütern in der Umgebung aus. Um die Mitte des 12. Jahrhunderts wurde die Kirche unter dem Patriarchen Pilgrim I. von Aquileia zu einem Augustiner-Chorherren-Stift erweitert.
In den folgenden Jahrhunderten kam es wiederholt zu Auseinandersetzungen mit den Vögten, den steirischen Markgrafen und deren Rechtsnachfolgern, den Babenbergern. Das Ende dieser Entwicklung war der Übergang der Vogtei an die Kärntner Herzöge.
Zwischen 1446 und 1476 erfolgte der wehrhafte Ausbau unter Propst Lorenz. Dennoch erlitt das Stift durch die Türkeneinfälle 1473 und die Ungarnkriege 1477 unter König Matthias Corvinus schwere Schäden. 1483 zerstörte ein Feuer das Gebäude. Unter Propst Leonhard von Keutschach erfolgte der Wiederaufbau. Eine weitere Bauphase ist unter Propst Valentin Fabri Anfang des 16. Jahrhunderts bezeugt.

### Reformation und Rekatholisierung
Die Kanonie bestand bis 1604 und wurde im Zuge der Rekatholisierung aufgelöst, um einer Jesuitenresidenz zu weichen. Bereits Ende des 16. Jahrhunderts war das Kloster durch Misswirtschaft sehr heruntergekommen, so dass an eine Aufhebung des Stiftes gedacht wurde. Die Aufhebung durch Papst Clemens VIII. am 5. April 1604 und die Unterstellung Eberndorfs unter das Klagenfurter Jesuitenkollegium wurde von Erzherzog Ferdinand begünstigt. Letzter Propst war Sebastian Kobel.

### Das Stift ab dem 18. Jahrhundert

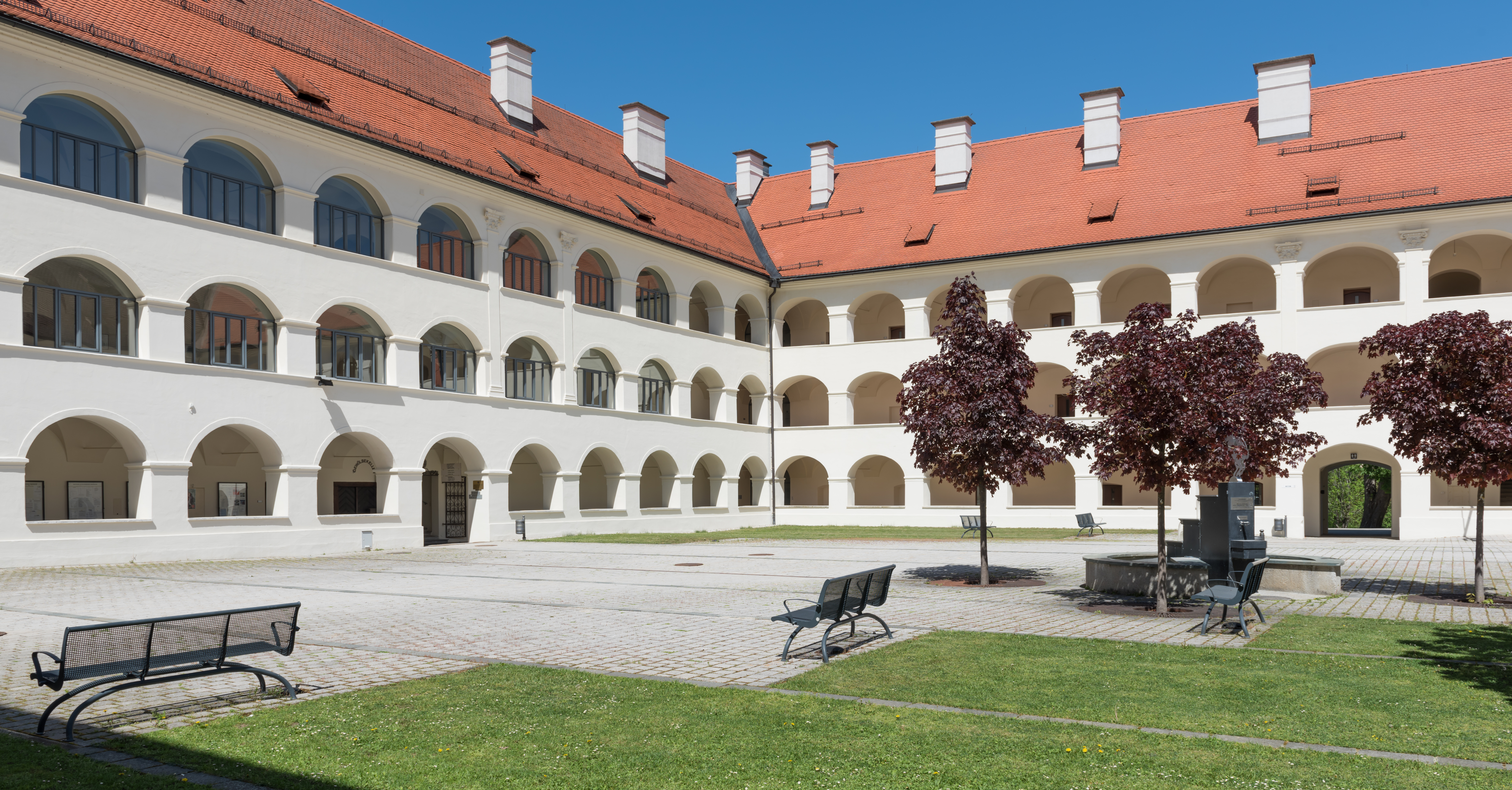
Arkadenhof

Auf Anfang bis Mitte des 18. Jahrhunderts kann die letzte große Baumaßnahme datiert werden, laut Inschrift am Stiftstor unter den Kaisern Ferdinand II. und Ferdinand III. erhielt das Stift 1751 seine heutige Gestalt.
Nach der Aufhebung des Jesuitenordens 1773 fiel Eberndorf an den Studienfonds. 1809 schenkte Kaiser Franz I. das Stift als Dotationsgut den Benediktinern von St. Blasien im Schwarzwald. Drei Jahre später wechselte die Dotation an das Benediktinerstift Sankt Paul im Lavanttal.
Seit 1989 ist das Stift für 50 Jahre an die Gemeinde Eberndorf verpachtet und dient heute Schul- und Verwaltungszwecken. Nach einer mehr als sieben Millionen Euro teuren Renovierung im Jahr 1992 ist seit 1995 die Verwaltung der Marktgemeinde Eberndorf im Stift untergebracht.

## Architektur

### Die Gesamtanlage
Das Stift Eberndorf ist eine in ihrer Größe ansehnliche, unregelmäßig auf einer sanften Anhöhe gruppierte Bauanlage, deren Hauptfronten gegen Westen und Süden gerichtet sind. Die östliche Seite besteht maßgeblich aus landwirtschaftlichen Gebäuden, die Nordseite grenzt an ein Waldgebiet und ist entsprechend wenig repräsentativ gehalten.

### Torbau und Zufahrt
Der Torbau liegt an der südwestlichen Ecke des Gebäudekomplexes und ist nach Süden hin ausgerichtet. Der Bau ist zweigeschoßig mit Walmdach und wie das östlich anschließende Gebäude Teil der mittelalterlichen Befestigung. Das Torhaus wurde im 17. Jahrhundert geringfügig verändert. Das Portal besitzt eine gebänderte Einfassung und einen gesprengten Giebel, oberhalb befindet sich eine Inschrift mit dem Datum von 1634, darüber ein Medaillon mit Christusmonogramm. Die Zufahrt wird beidseitig von zinnenbekrönten Mauern begleitet. Ein außerhalb gelegenes Tor in der äußeren Umfassungsmauer ist belegt, aber nicht mehr vorhanden. Die von Mauern gesäumte Zufahrt war somit ursprünglich die Verbindung zwischen den beiden Toren.

### Vorhof
Im Vorhof des Stiftes, westlich und östlich von Mauern begrenzt, befindet sich ein freistehender Kirchturm. An der Nordseite schließen die ehemalige Stiftskirche und der nach Westen vorgezogene Südtrakt der barocken Stiftsanlage an.

### Barocker Stiftsbau

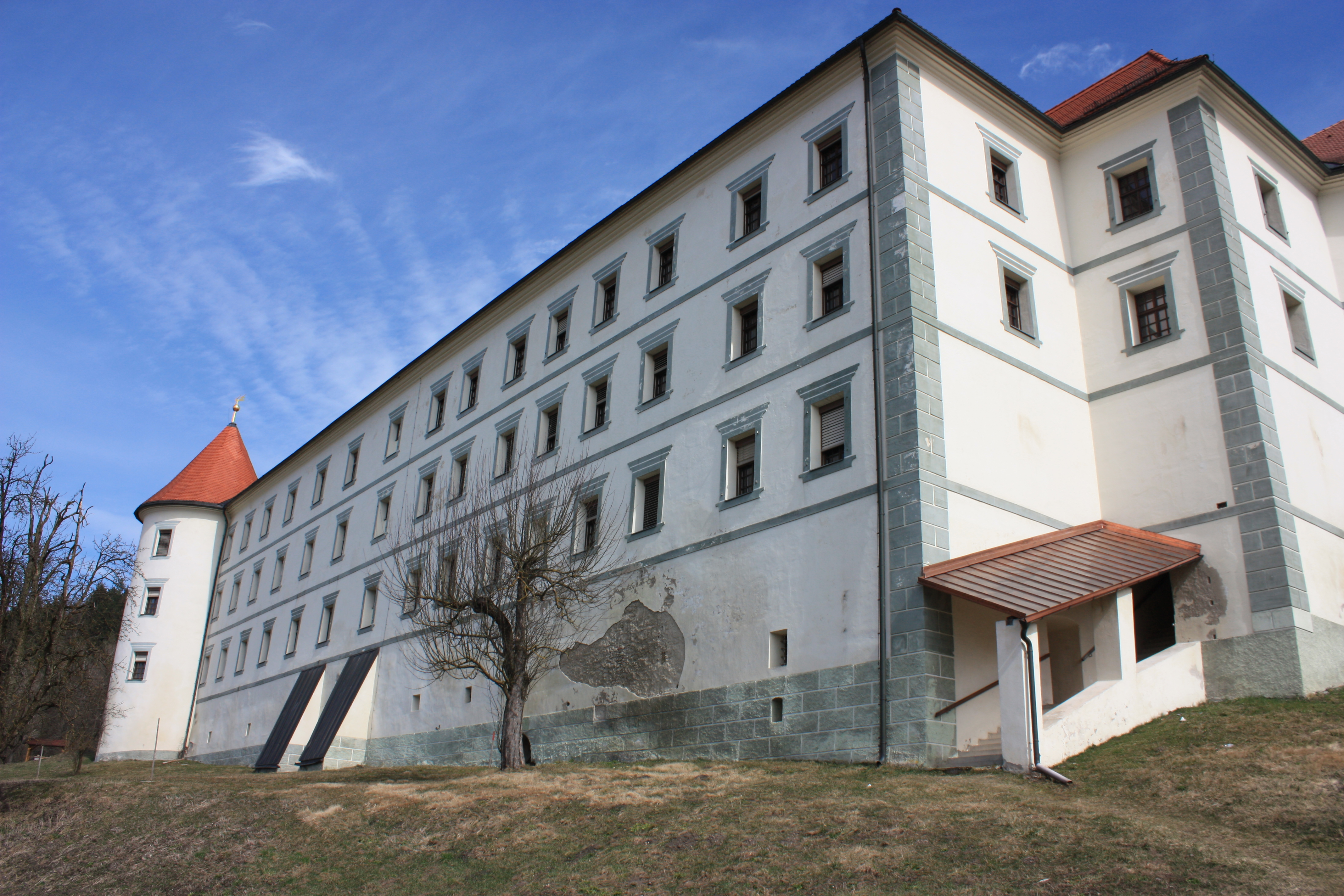
Westtrakt

Die Anlage besteht aus vier Trakten, die um einen großen, annähernd quadratischen Hof liegen. Um 1634 wurde der Bau, zum Teil dem Grundriss der älteren Anlage folgend, nahezu in seinem heutigen Erscheinungsbild errichtet. Besonders Nord- und Westtrakt orientieren sich am Vorgängerbau. Als Bauherr wird Peter Franz Carlone genannt. Die erhöhte Lage auf dem nach Osten hin ansteigenden Terrain gibt der dreigeschoßigen Westfassade monumentale Wirkung. Der vorspringende Rundturm an der nordwestlichen Ecke erinnert an einen befestigten Wohnsitz, gehört allerdings zur mittelalterlichen Wehranlage, weitere Funktionen des Turmes sind weder geklärt noch belegt. Durch die Zurückstufung der Verbindung von Süd- und Westtrakt entstehen am südwestlichen Ende der Anlage mehrere Ecken. Im Stiftshof findet man dreigeschoßige Pfeilerarkaden, die Arkadengänge sind kreuzgratgewölbt. Der ehemals nördlich der Kirche gelegene Kreuzgang verschwand mit den Bauarbeiten im 17. Jahrhundert. 1992 bis 1995 wurden die Arkadengänge teilweise verglast, die Außenfassade renoviert, die Rekonstruktion der frühbarocken Architekturpolychromie durchgeführt. Dabei wurden drei Stuckdecken freigelegt und im ursprünglichen Farbton neu gefasst.

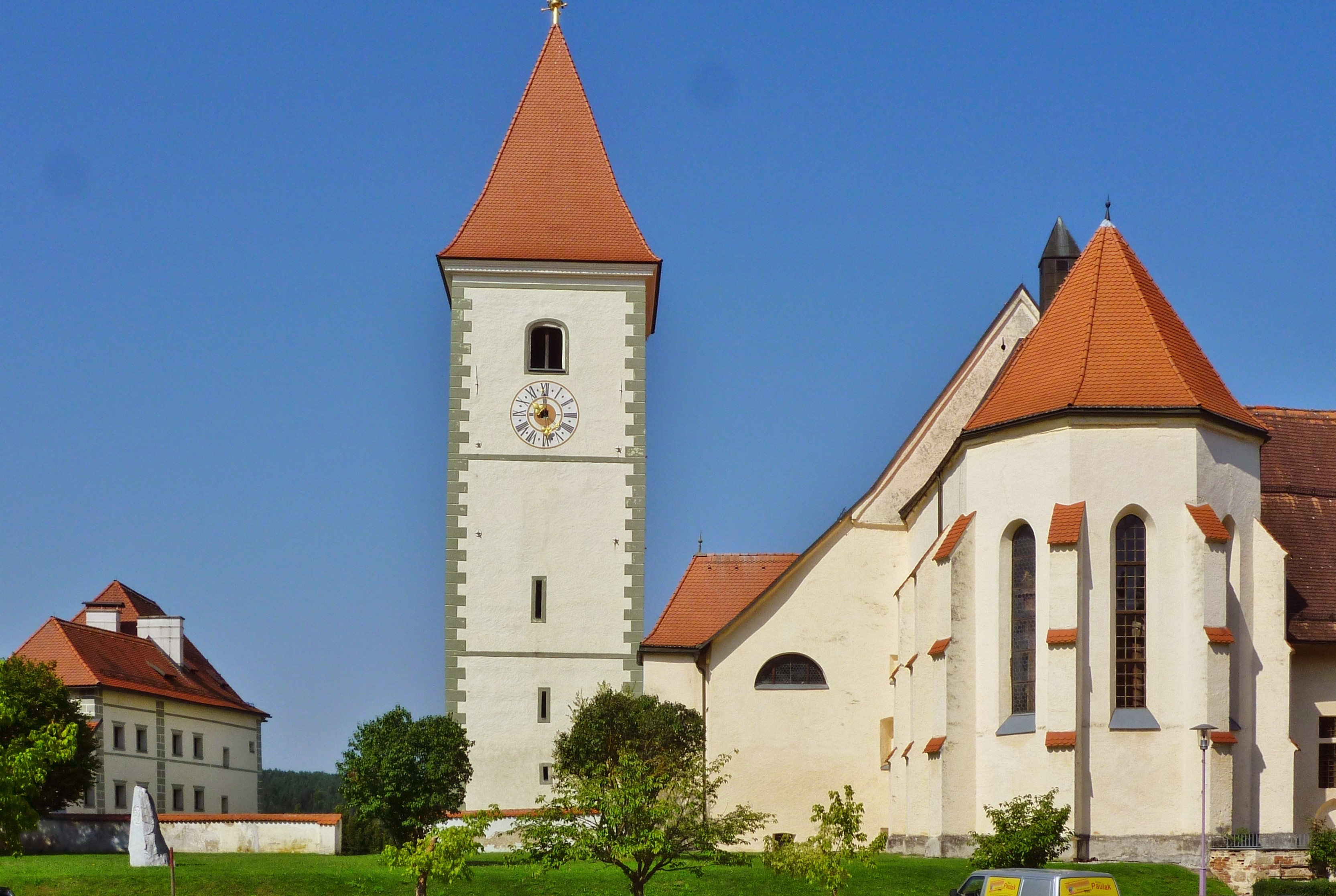
Ostansicht der Kirche

## Pfarr- und ehemalige Stiftskirche

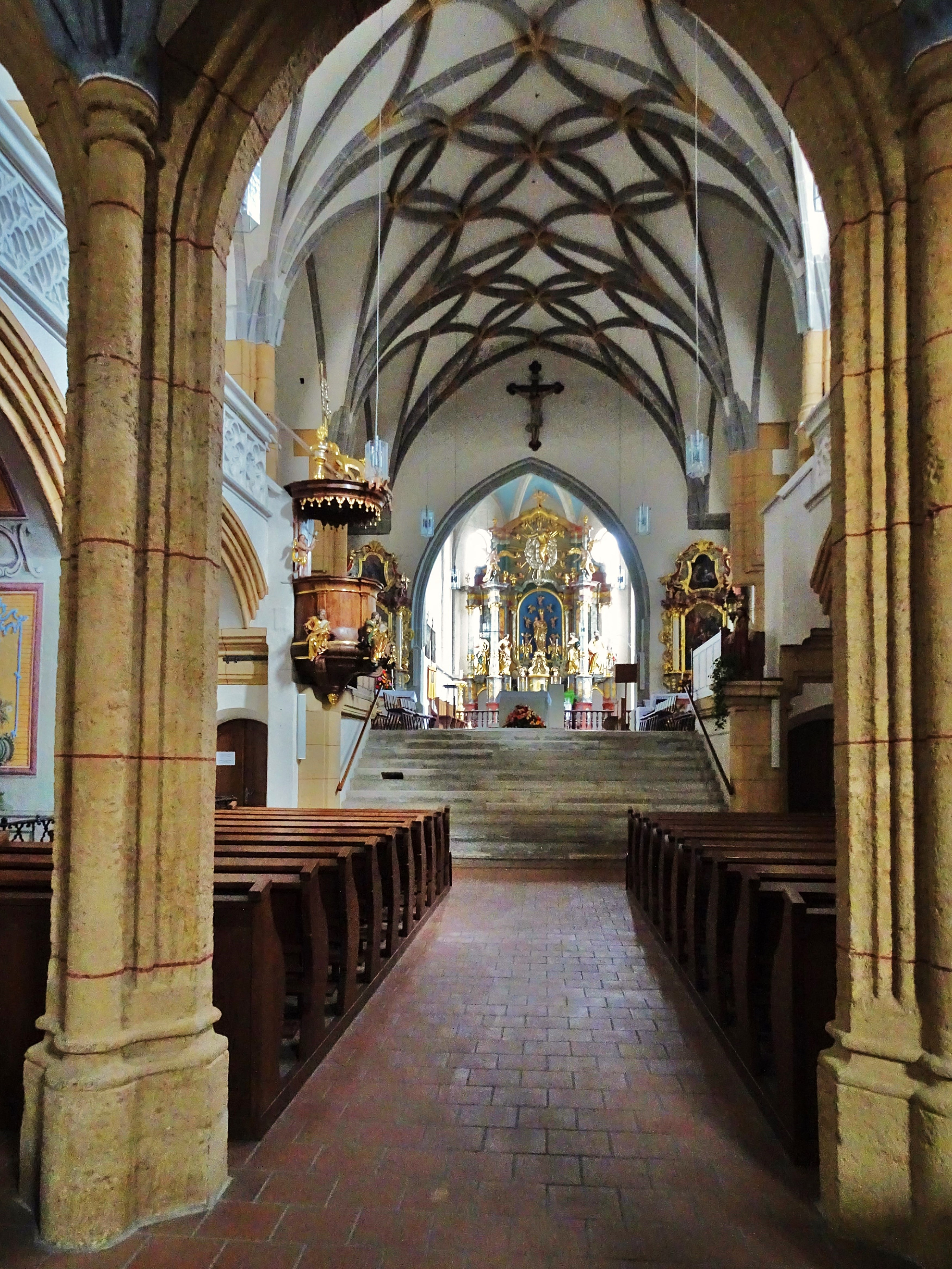
Innenansicht der ehemaligen Stiftskirche

Seit 1378 wurde die romanische Stiftskirche Maria Himmelfahrt in zwei Etappen durch einen gotischen Bau ersetzt und der Chor mit Krypta errichtet. Das fünfjochige, spätgotische Langhaus wurde 1506 angebaut und 1995 kam es zu einer umfassenden Außenrestaurierung.
Reste des romanischen Baus, wie die Grabkapelle der Familie Ungnad mit romanischem Fenster, sind vor allem an der Südseite des einschiffigen Kirchenbaus zu finden.
Das spätgotische, profilierte, rundbogige Westportal von 1522 ist der Haupteingang in die Kirche. Über dem Portal steht in einer Nische eine frühbarocke Madonna mit Kind.
Bestimmend für den Raumeindruck ist vor allem eine zwölfstufige Treppe, im vierten Joch emporsteigend zum fünften und dieses als eine Art Vorchor mit dem Presbyterium verbindend. Unter diesem fünften Langhausjoch und dem Chor breitet sich eine um 1378 errichtete dreischiffige Krypta aus. In der Regel endet das Errichten von Krypten als Beisetzungsort für Reliquien mit der Romanik, weshalb diese Ende des 14. Jahrhunderts errichtete Anlage ein retardierendes Stilelement darstellt. Das Schlingrippengewölbe von 1506 hingegen gehört zu den ersten in Kärnten und wurde für weitere Entwicklungen als Vorbild genommen.

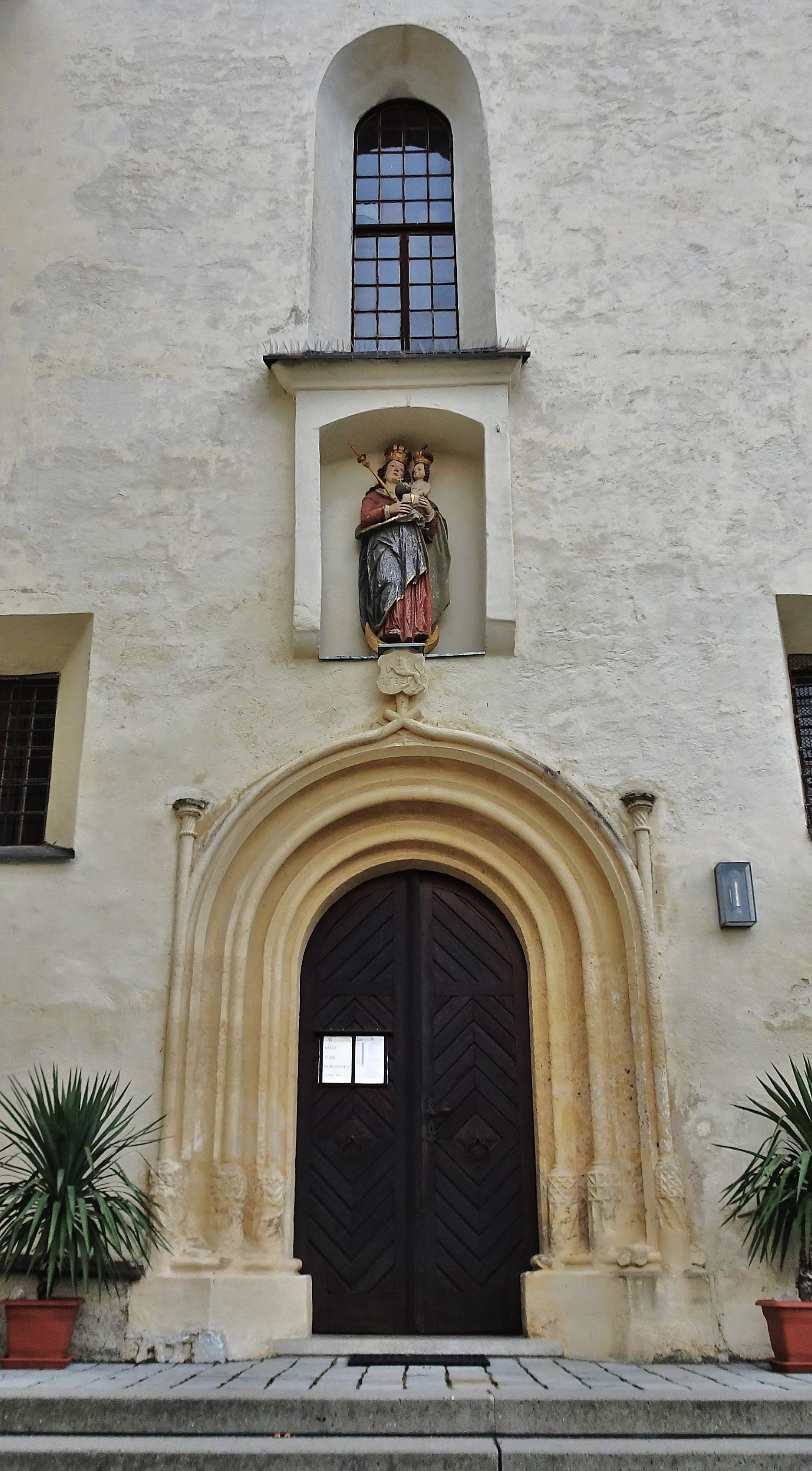
Das Westportal
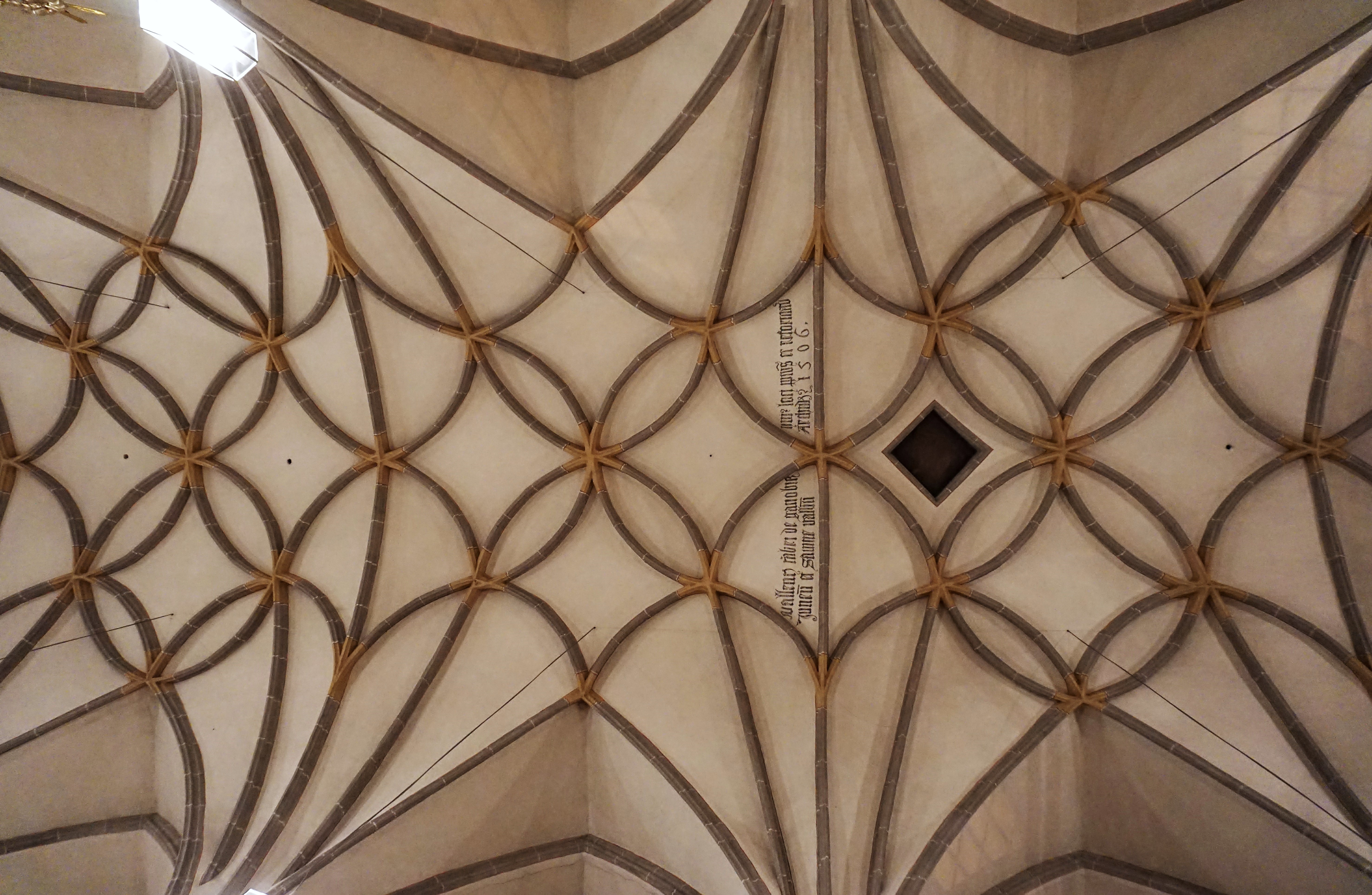
Das Schlingrippen-gewölbe des Lang-hauses

### Einrichtung

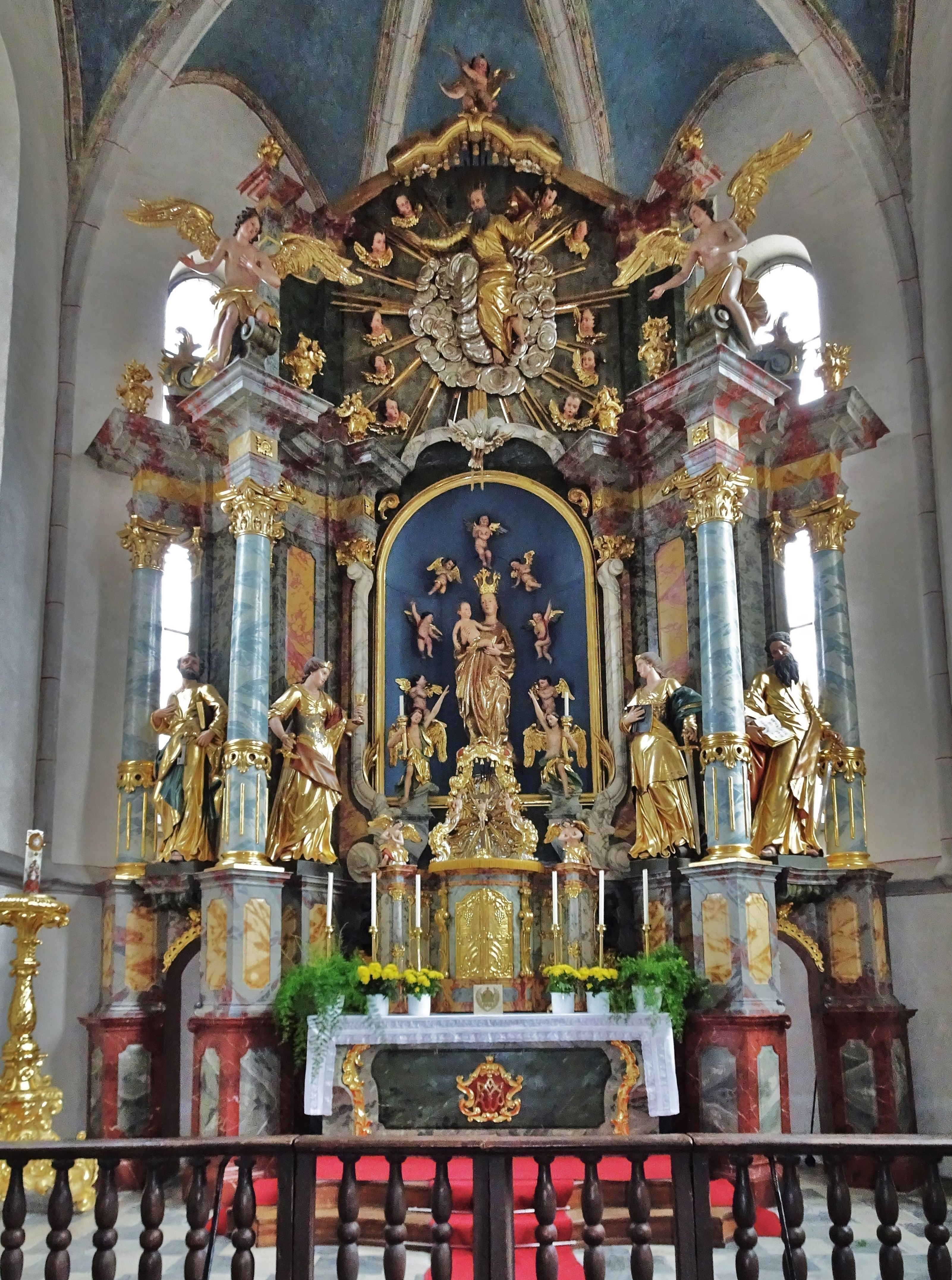
Der Hochaltar

Im Schrein des Rokoko-Hochaltares steht eine spätgotische Madonna mit Kind. Als Assistenzfiguren stehen links der Apostel Petrus und die hl. Barbara, rechts die hl. Katharina und der Apostel Paulus. Im Obergeschoß des Ädikula-Altares schwebt von Engelsköpfen umgeben Gottvater in silbernen Wolken, darunter die Taube des Heiligen Geistes.
Ein gotisches Fresko an der nördlichen Chorwand zeigt die Krönung Marias sowie links davon die hl. Katharina und rechts die hl. Barbara.

Am Korb der schlichten, außer den Figuren nicht gefassten, barocken Kanzel sitzen Figuren der Evangelisten. Auf dem Schalldeckel stehen im Strahlenkranz die Gesetzestafeln.

Der zweite Seitenaltar an der Nordseite des Langhauses ist dem hl. Florian geweiht. Seine spätgotische Figur der St. Veiter Werkstätte aus der Zeit um 1520/25 füllt die Mittelnische des Altaraufbaues. In der linken Nische steht eine Figur des hl. Sebastian, in der rechten des hl. Rochus. Diese sind wie der Altar um 1650/70 entstanden.

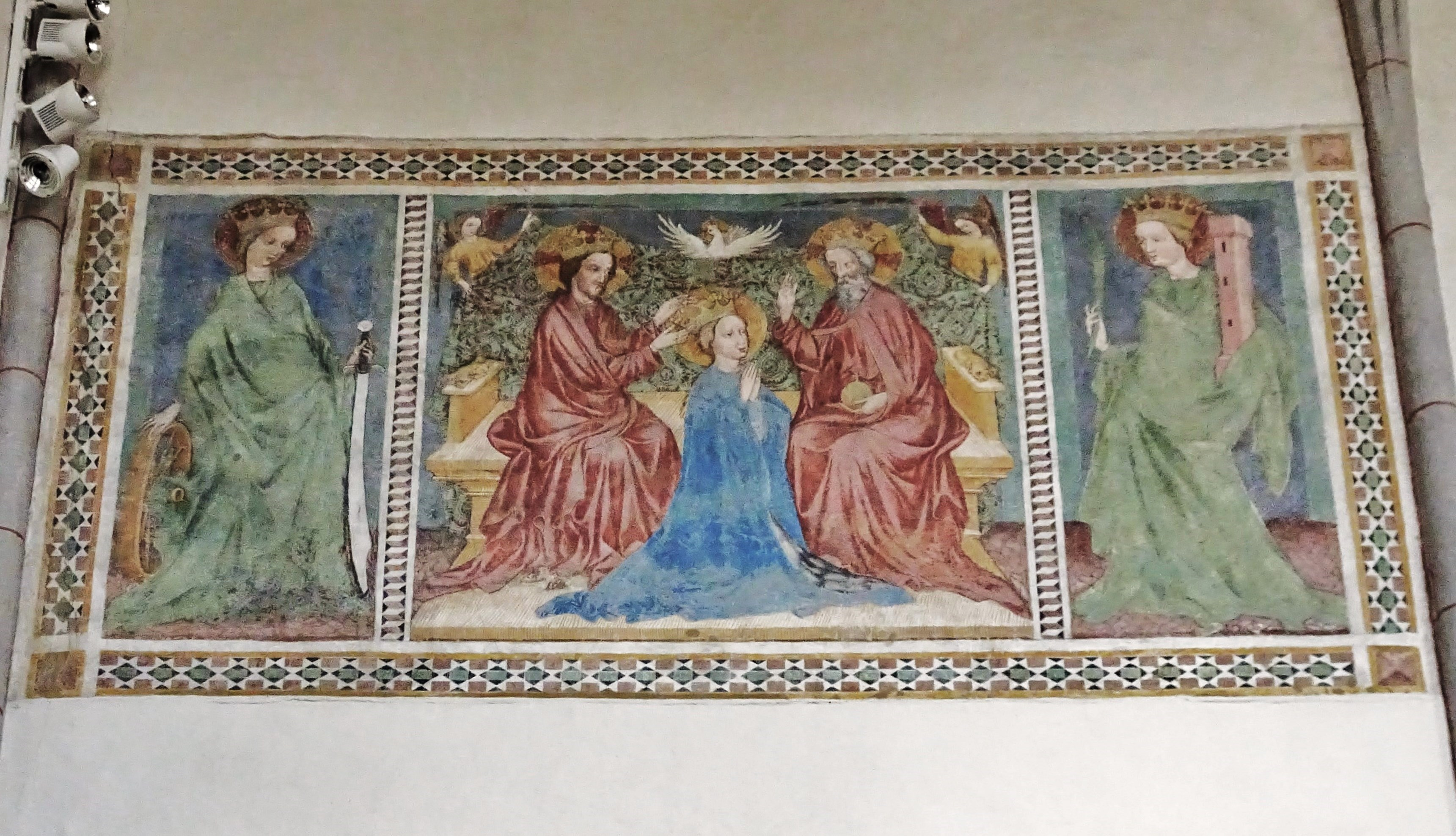
Die Krönung Marias, gotisches Fresko
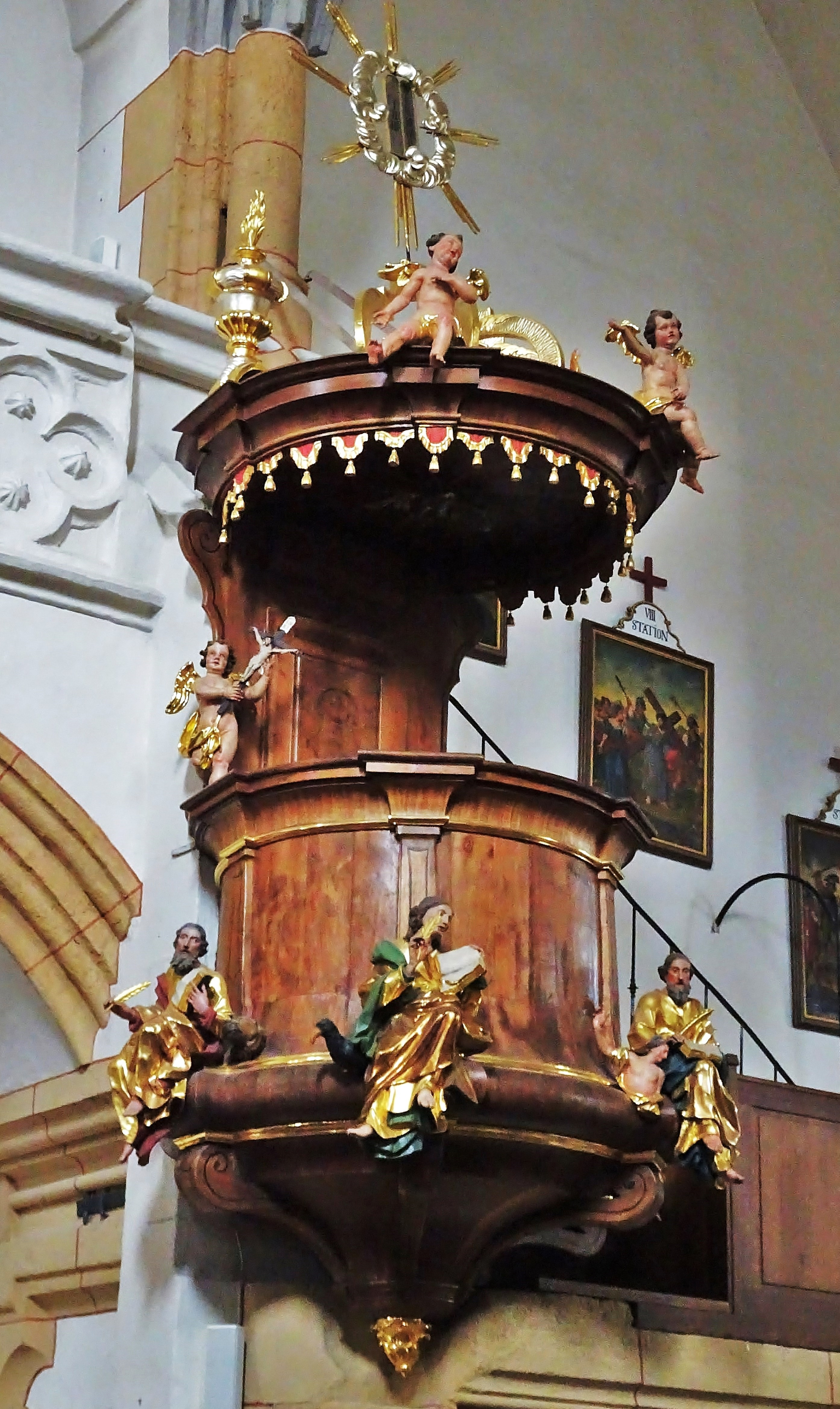
Die Kanzel
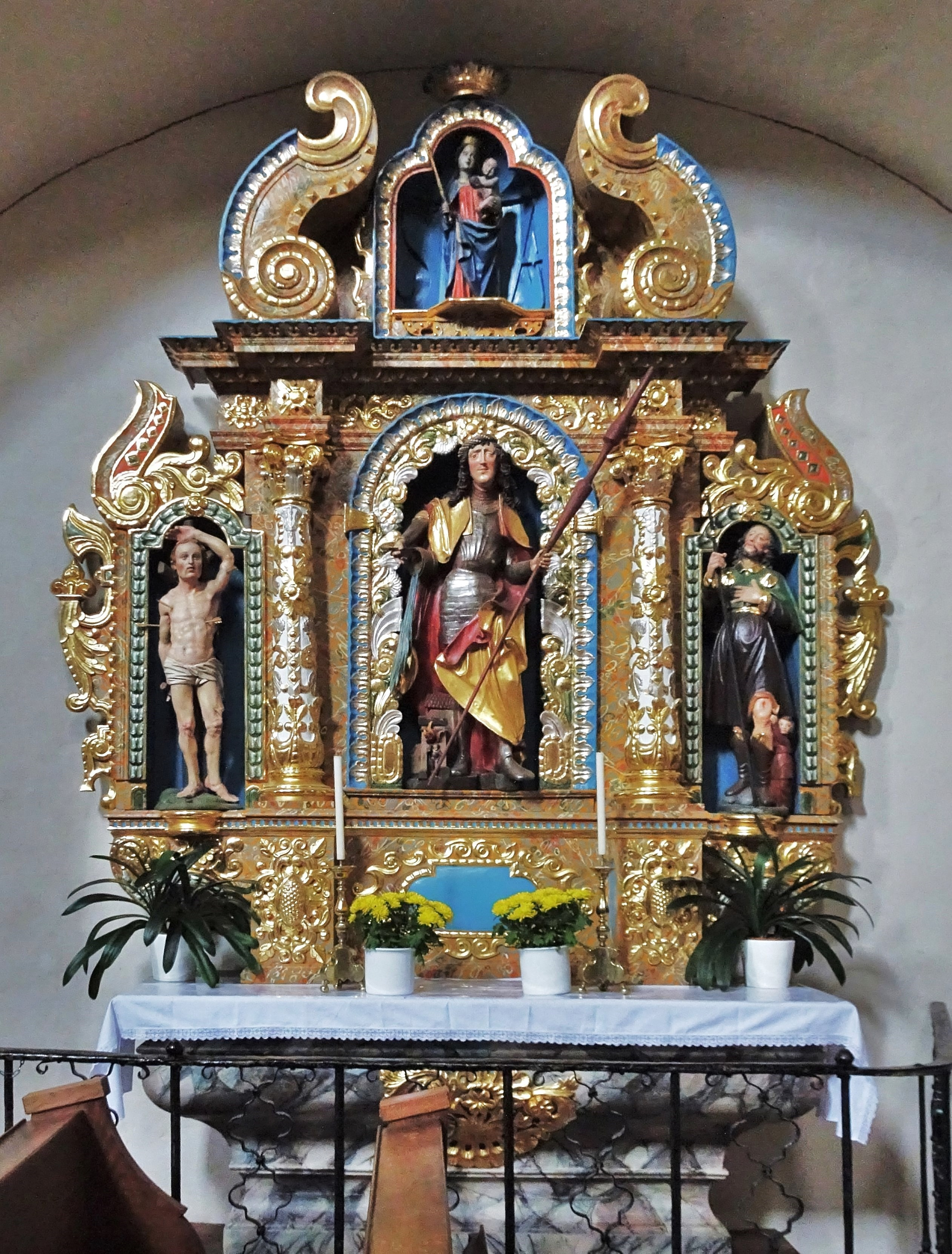
Der Floriani-Altar